# Thelypteris guadalupensis
Thelypteris guadalupensis är en kärrbräkenväxtart som först beskrevs av Johan Emanuel Wikström och som fick sitt nu gällande namn av George Richardson Proctor.
Thelypteris guadalupensis ingår i släktet Thelypteris och familjen Thelypteridaceae. Inga underarter finns listade i catalogue of Life.